# Knud Bartels
General Knud Bartels (født 8. april 1952 i København) er en pensioneret general fra Danmark. Han var dansk forsvarschef i omtrent to år.
Bartels var fra 2006 til 2009 Danmarks militære repræsentant i NATO og EU. Han var før udnævnelsen til forsvarschef generalløjtnant men fik ved udnævnelsen rang af general i Hæren. Han overtog posten 16. november 2009 efter generalløjtnant Bjørn Ingemann Bisserup, der i kort tid havde været konstitueret i stillingen, idet admiral Tim Sloth Jørgensen fratrådte før tiden som følge af postyret omkring udgivelsen af bogen Jæger - i krig med eliten.
Den 17. september 2011 blev Bartels valgt til formand for NATOs militære komité af forsvarscheferne fra de 28 NATO-lande. Generalen var eneste tilbageværende kandidat til posten, og tiltrådte ved indgangen til 2012. Knud Bartels blev pensioneret den 15. juli 2015 efter 38 års tjeneste i Forsvaret.

## Hædersbevisninger
Den 1. januar 2011 blev Knud Bartels tildelt storkorset af Dannebrogordenen, og har desuden modtaget Hæderstegnet for god tjeneste ved Hæren.
Kong Harald 5. af Norge har den 2. marts 2012 udnævnt Bartels til Kommandør med stjerne under Den Kongelige Norske Fortjenstorden, for fortjenstfuldt arbejde for forsvarssamarbejdet mellem Norge og Danmark.